# Dinheiro rosa
O dinheiro rosa ou pink money descreve o poder de compra da população LGBT, especialmente no que diz respeito a doações políticas.

## Visão geral
Com a ascensão do movimento dos direitos LGBT, o pink money passou de uma franja de mercado e marginalizado para uma próspera indústria em muitas partes do mundo ocidental, como os Estados Unidos e Reino Unido. Muitas empresas agora se especializaram em atender o público homossexual, incluindo discotecas, lojas, restaurantes e táxis; a procura destes serviços provém de discriminação geralmente percebida pelas empresas tradicionais. Em todo o mundo, o dinheiro-de-rosa é avaliado em £ 350 bilhões através de uma variedade de setores. - especialmente bens de consumidor e de entretenimento.
O poder econômico do pink money tem sido visto como uma força positiva para a comunidade LGBT, criando uma espécie de "auto-identificação financeira ", que ajuda-os a se sentirem parte de uma comunidade que os valoriza. Com efeito, mais de 90% dos homossexuais apoiam as empresas que têm como alvo o pink, uma forma de fugir das empresas "anti-gay".
No entanto, críticas têm sido feitas às empresas que têm como alvo o dinheiro rosa por parte de grupos homossexuais, argumentando que isso segrega os gays e retém os direitos dos homossexuais.

## No Brasil
Os casais homossexuais brasileiros têm,  proporcionalmente, renda mensal média maior que a de casais heterossexuais.
A comparação entre os rendimentos mensais dos dois tipos de famílias revela que quanto mais elevada a faixa salarial, maior o número declarado de casais do mesmo sexo e menor a presença das famílias comandadas por heterossexuais. Somente 3,4% dos casais de sexos diferentes declararam ter renda entre 5 e 10 salários mínimos. Dos mais de 60 mil casais homoafetivos, 9,5% possuem o mesmo rendimento mensal de até R$ 5.100 (o valor do mínimo considerado pela pesquisa é de R$ 510, salário mínimo vigente em 2010). No caso dos domicílios com renda mensal entre 10 e 20 salários mínimos, o percentual de casais gays (3,7%) nessa faixa de rendimento chega a ser o triplo do registrado para os lares comandados por pessoas de sexos diferentes. As duas faixas de renda nas quais, percentualmente, há mais casais heterossexuais do que homoafetivos são justamente as menores, que vão de meio a um salário mínimo mensal. Nove por cento dos domicílios comandados por parceiros de sexos diferentes têm renda mensal média de apenas metade do salário mínimo, segundo o IBGE. Já o percentual de lares homossexuais na mesma faixa é de apenas 3%.
A maior parcela (21%) dos 37,5 milhões de casais do mesmo sexo ganha até um salário mínimo. Na mesma faixa de renda, há somente 15% de casais homossexuais. Entre os mais de 60 mil lares homoafetivos, 25% têm renda entre um e dois salários mínimos.
Paul Thompson, investidor e especialista no setor, estima que o mercado gay brasileiro valha 300 bilhões de reais. Atrás apenas dos mercados europeus (R$ 2 trilhões), norte americano (1.5 trilhão) e chinês (R$ 700 milhões).
Sabe-se que o consumidor homossexual gasta 30% a mais em bens de consumo em comparação com um heterossexual de mesma condição social. Caio Luiz de Carvalho, presidente da  SPTuris, alegou que “os gays são o cliente que todo mundo quer: gastam muito e ficam bastante tempo.”